# Dimorphanthera glauca
Dimorphanthera glauca är en ljungväxtart som beskrevs av P.F. Stevens. Dimorphanthera glauca ingår i släktet Dimorphanthera och familjen ljungväxter. Inga underarter finns listade i Catalogue of Life.